# Леоне на Сиера Леоне
Леоне (на английски: Sierra Leonean leone) е националната валута на Сиера Леоне. Формално той е равен на 100 цента, но от 1985 г. насам банкнотите в центи не са в обращение.

## История
В колониалния период издаването на единната валута на Британска Западна Африка (Западноафриканската лира) е извършено от Валутния съвет на Западна Африка, създаден през 1913 г. в Лондон. Паундът продължава да се използва в обращение след обявяването на независимостта на Сиера Леоне през 1961 година. На 27 март 1963 г. е създадена Банката на Сиера Леоне. На 4 август 1964 г. банката започва емитирането на новата валута Леоне и обмяната е извършена: 1 фунт = 2 леоне. Западноафриканските лири постепенно се изтеглят от обращение и на 4 февруари 1966 г. те престават да се използват като законно платежно средство. През ноември 1967 г., след девалвацията на лирата, леоне е обезценен. Курсът спрямо щатския долар възлиза на 1,20 долара за 1 леон. През декември 1971 г., след обезценяването на щатския долар, курсът на леоне нараства до 1,30286 долара за 1 леоне. На 17 декември 1982 г. курсът на леное е определен като официален: 1,257 леоне за 1 щатски долар. Едновременно с официалния, има и търговски пазарен курс, първоначално възлизащ на 2,30 леона за 1 долар. От 1 януари 1983 г. до февруари 1985 г. е в сила единна ставка – 2,50 леоне за долар. На 21 февруари 1986 г. курсът на леоне към долар е определен в съотношение 6 леоне за 1 щатски долар, но на 27 юни 1986 г., е установен свободно колебателен курс спрямо долара. През май 1987 г. този курс вече е 45,80 леоне за 1 долар. Серия от военни преврати и гражданската война в страната повишават инфлацията и обезценяването на леоне.

## Банкноти и монети
Емитират се банкноти от 1000, 2000, 5000 и 10 000 леоне, както и монети от 10, 50, 100 и 500 леоне.